# 榧ノ木
榧ノ木（かやのき）は、福島県郡山市に所在する字である。郵便番号は963-8829。

## 地理
郡山市役所本庁所管地域である旧郡山地区に属し、住所としては「郡山市字榧ノ木」と表記される。北で芳賀、南で古川、西で昭和とそれぞれ隣接する。東日本旅客鉄道（JR東日本）郡山駅東側市街地に位置し、一級水系阿武隈川水系新堀川右岸部の一角を範囲とする。住宅地2区画分の小さな区域である。芳賀に所在する郡山警察署芳賀交番、および堂前町に所在する郡山消防署本署がそれぞれ管轄にあたる。

## 世帯数と人口
2024年1月1日現在の世帯数と人口は以下の通りである。
| 町丁   | 世帯数 | 人口 |
| ------ | ------ | ---- |
| 榧ノ木 | 14世帯 | 35人 |

## 小・中学校の学区
市立小・中学校に通う場合、学区は以下の通りとなる。
| 番地 | 小学校             | 中学校                 |
| ---- | ------------------ | ---------------------- |
| 全域 | 郡山市立芳賀小学校 | 郡山市立郡山第四中学校 |

※隣接する古川、昭和、芳賀に準拠

## 交通

### 道路
域外南側を一級市道53号昭和二丁目八山田線（内環状線）が通る。

## 施設等
域内には民家のみ立地する。